# معركة قطسيفون (363)
وقعت معركة قطسيفون في 29 مايو 363 بين جيوش الإمبراطور الروماني يوليان وجيش الإمبراطورية الساسانية (في عهد سابور الثاني) خارج أسوار العاصمة الفارسية قطسيفون. كانت المعركة انتصارًا رومانيًا، ولكن في النهاية وجدت القوات الرومانية نفسها غير قادرة على مواصلة حملتها لأنها كانت بعيدة جدًا عن خطوط إمدادها.

## الخلفية
في 3 نوفمبر 361، توفي قنسطانطيوس الثاني في مدينة موبسوكرينا، تاركًا ابن عمه فلافيوس كلوديوس يوليانوس، المعروف في التاريخ باسم يوليان المرتد، إمبراطورًا وحيدًا لروما. عند وصوله إلى القسطنطينية للإشراف على دفن قنسطانطيوس، ركز يوليان على الفور على السياسة الداخلية وبدأ في إصلاح الحكومة الإمبراطورية الرومانية بشكل كبير من خلال إعادة تنظيم البيروقراطية وتبسيطها وتقليلها.
وبالتحول بعد ذلك إلى السياسة الخارجية، رأى يوليان أن الغزوات العسكرية التي لم يتم ضبطها سابقًا لسابور الثاني ملك بلاد فارس ضد المقاطعات الرومانية الشرقية تشكل أكبر تهديد خارجي. وبعد العديد من المحاولات الفاشلة السابقة، أطلق الملك الفارسي حملة ثانية أكثر نجاحًا ضد الرومان واستولى على آميدا عام 359، حيث سيطر على منابع نهر دجلة ومدخل آسيا الصغرى من الشرق. كانت هناك حاجة ماسة إلى هجوم روماني لوقف سابور.
مع سمعة يوليان ومآثره خلال سنواته كقيصر وقبلها كجنرال من بلاد الغال، فضل سابور التفاوض على معاهدة سلام مع يوليان الشاب الجريء. واعتقادًا منه أنه يتعين على نفسه إنتاج مستوطنة دائمة في الشرق، استجاب يوليان لدعوات سابور من أجل السلام بالقول إن الملك الفارسي سيراه قريبًا جدًا وبدأ يستعد لرحلة استكشافية ضد السلالة الساسانية، كما جمع كل ما لديه من جحافل وسار شرقًا من القسطنطينية. اعتنى يوليان بالتخطيط والصياغة لحملته الفارسية لأكثر من عام، ونقل عاصمته وقاعدته الأمامية للحرب القادمة إلى أنطاكية في سوريا في صيف عام 362، وفي 5 مارس 363، انطلق مع 65 ألف أو 83 ألف أو 80،000 إلى 90،000 رجل، بينما كان سابور إلى جانب الجيش الفارسي الرئيسي، السباه، بعيدًا عن قطسيفون. ووفقًا لخطته الموضوعة للهجوم، أرسل يوليان 18 ألف جندي تحت قيادة ابن عمه بروكوبيوس إلى أرمينيا، بهدف الحصول على دعم من ملك أرمينيا لحركة كماشة مزدوجة ذكية وغير متوقعة ضد سابور.

## المعركة
وبرؤية يوليان يسير بنجاح إلى سيطرته، أمر سابور حكامه باتباع سياسة الأرض المحروقة حتى وصل إلى العاصمة الساسانية، قطسيفون، مع الجيش الفارسي الرئيسي. ومع ذلك، بعد بضع مناوشات وحصارات طفيفة، وصل يوليان مع جيشه الذي لم يهزم قبل سابور الثاني إلى جدران قطسيفون في 29 مايو.
وفي خارج الأسوار، تم تشكيل جيش فارسي تحت قيادة ميرينا للمعركة عبر نهر دجلة. ووفقًا لأميانوس مارسيليانوس، تميز الجيش الفارسي بالكاتافراكت (clibanarii)، مدعومًا بالمشاة بترتيب وثيق للغاية، فيما كانت خلفهم فيلة الحرب.
حاولت قوة يوليان أن تطأ قدمها الشاطئ المقابل لنهر دجلة، تحت مضايقات من قبل الفرس. بعد تحقيق هذا، بدأت المعركة الرئيسية. لقد كان نصرًا تكتيكيًا مذهلاً للرومان، حيث خسروا 70 رجلًا فقط مقابل 2500 رجل للفرس. ذكر أحد المصادر المسيحية غير الصديقة ليوليان، وهو سقراط القسطنطيني، أن انتصارات يوليان حتى هذه النقطة في الحملة كانت عظيمة لدرجة أنها جعلت سابور يقدم ليوليان جزءً كبيرًا من المجالات الفارسية إذا انسحب هو وجحافله من قطسيفون. ومع هذا، رفض يوليان هذا العرض بسبب رغبته في مجد الاستيلاء على العاصمة الفارسية وهزيمة سابور في معركة تكسبه تكريم باسم بارثيكوس. ومع ذلك، كان يوليان يفتقر إلى المعدات اللازمة لفرض حصار على قطسيفون المحصنة بقوة، وكان الجيش الساساني الرئيسي، بقيادة سابور، الأكبر بكثير من الذي هزم للتو، يقترب بسرعة. كان من الأهمية بمكان أيضًا فشل بروكوبيوس في الوصول مع 18 ألف كتيبة من الجيش الروماني كانت من الممكن أن تساعد يوليان في سحق القوة التي كان ينوي سابور اقترابها. ولأنه كما شهد المرازبة الذين تم أسرهم سابقًا بعد معاملتهم بشكل عادل من قبل يوليان، فإن القبض على سابور أو موته كان سيجبر المدينة الفارسية على فتح أبوابها أمام الفاتح الروماني الجديد. تم إيقاف يوليان بينما كان يؤيد التقدم أكثر في الأراضي الفارسية من قبل ضباطه. كانت الروح المعنوية الرومانية منخفضة، وانتشر المرض، وكان هناك القليل من العلف حولها.[بحاجة لمصدر]

## العواقب

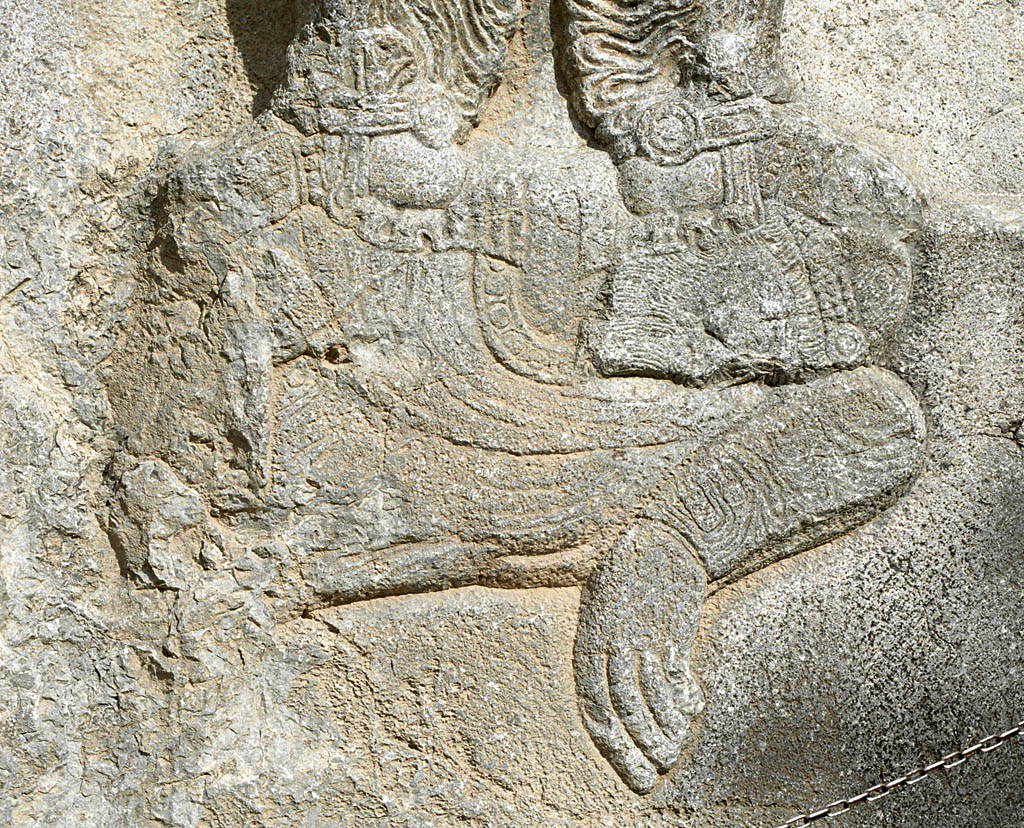
التفاصيل من نقش ساساني يصور يوليان الميت.

وافق يوليان على مضض على التراجع على طول نهر دجلة والبحث عن كل من بروكوبيوس والنصف الآخر من جيشه الذي فشل في تنسيق حركة الكماشة المزدوجة معه خارج قطسيفون كما كان مخططًا. في 16 يونيو 363 بدأ الانسحاب. وبعد عشرة أيام، وعقب انتصار روماني غير حاسم في مارانجا، تعرض الحرس الخلفي للجيش لهجوم عنيف، في معركة سامراء. ومع أنه لم يتوقف لارتداء درعه، فقد انغمس يوليان في المعركة وهو يصرخ مشجعًا لرجاله. أصيب يوليان برمح طائر في جانبه تمامًا كما بدأ الفرس في الانسحاب مع خسائر فادحة. لقد توفي قبل منتصف ليل 26 يونيو 363. في النهاية فشلت الحملة واضطر الرومان للمطالبة بالسلام بشروط غير مواتية.